# Sick Cycle Carousel
Sick Cycle Carousel is een nummer van de Amerikaanse postgrungeband Lifehouse uit 2001. Het is de tweede single van hun debuutalbum No Name Face.
Hoewel zanger Jason Wade al op 20-jarige leeftijd is getrouwd, gaat "Sick Cycle Carousel" over een dip waarin hij en zijn vrouw voor hun huwelijk hebben ingezeten. Het nummer flopte in Amerika, maar werd wel een bescheiden hitje in Nederland. Het bereikte de 28e positie in de Nederlandse Top 40.